# Saint-Oulph
Saint-Oulph település Franciaországban, Aube megyében. Lakosainak száma 326 fő (2022. január 1.). Saint-Oulph Châtres, Étrelles-sur-Aube, Longueville-sur-Aube, Méry-sur-Seine és Clesles községekkel határos.

## Népesség
A település népessége az elmúlt években az alábbi módon változott:
| Lakosok száma | 170  | 169  | 173  | 194  | 254  | 268  | 287  | 299  | 311  | 326  |
|               | 1968 | 1982 | 1990 | 2006 | 2013 | 2015 | 2017 | 2019 | 2020 | 2022 |